# Araujia variegata
Araujia variegata är en oleanderväxtart som först beskrevs av August Heinrich Rudolf Grisebach, och fick sitt nu gällande namn av Fontella och Goyder. Araujia variegata ingår i släktet Araujia och familjen oleanderväxter. Inga underarter finns listade i Catalogue of Life.